# René de Daillon du Lude
 (août 2021).
Si vous disposez d'ouvrages ou d'articles de référence ou si vous connaissez des sites web de qualité traitant du thème abordé ici, merci de compléter l'article en donnant les références utiles à sa vérifiabilité et en les liant à la section « Notes et références ».
René de Daillon du Lude mort le 8 mars 1600 à La Léchère est un évêque français.

## Biographie
René de Daillon du Lude est le deuxième fils de Jean de Daillon, premier comte du Lude, baron d'Illiers et de Briançon, sénéchal d'Anjou, gouverneur de Poitou, la Rochelle et Aunis, et d'Anne de Batarnay du Bouchage.
René de Daillon du Lude est d'abord prieur commendataire de prieuré Notre-Dame-du-Château-l'Hermitage au diocèse du Mans, et obtient le bonnet de docteur ès-lois. Il est nommé en 1553 à l'évêché de Luçon. Il le possède pendant neuf ans, sans être sacré, et s'en démet en 1562, sous la réserve d'une pension, en faveur de Jean-Baptiste Tiercelin qui lui cède en échange la commende de l'abbaye de Notre-Dame-des-Châtelliers, au diocèse de Poitiers.
Il se jette en 1569 à Poitiers, assiégé par les calvinistes, où son frère aîné, Gui Daillon, commande. François, son frère cadet, y est tué en allant à son secours. Il chasse  les ennemis à Niort en 1576. Henri III le nomme membre de son conseil privé.
Prieur de la Futaie, en 1590, il est nommé à l'évêché de Bayeux en 1590, lorsque le cardinal de Bourbon devient titulaire de l'archevêché de Rouen et, l'année suivante, il avertit Henri IV des desseins du tiers-parti qui veut placer ce prélat sur le trône de France. Il est d'avis contraire à celui des prélats qui conseillaient à Henri IV d'établir un patriarche en France. Henri IV suit les conseils de René de Daillon et ne pense plus à donner à un seul une puissance qu'il est alors prudent de partager entre plusieurs.
Comme  évêque, René de Daillon fait fondre deux grosses cloches pour sa cathédrale.